# 녹색 아버지회 - 옆집 남편들

《녹색 아버지회 - 옆집 남편들》는 2023년 10월 25일부터 2023년 11월 29일까지 SBS TV에서 방영된 예능 프로그램이다.

## 기획 의도
- 연예계 대표 아빠 4인방이 내 아이가 살아갈 지구를 지키기 위해 고군분투하는 친환경 버라이어티 예능 프로그램

## 진행자

### 최종 진행자
- 차인표
- 정상훈
- 류수영
- 제이쓴

## 수상 목록
- 2023년 SBS 연예대상 에코브리티상 (차인표, 류수영, 정상훈, 제이쓴)